# منتخب اليابان لكرة القدم للسيدات
منتخب اليابان لكرة القدم للسيدات والذي يعرف بشكل شعبي باسم ناديشيكو جابان ((なでしこジャパン) هي تشكيلة من أفضل لاعبات كرة القدم في اليابان ويديره اتحاد اليابان لكرة القدم. حصل منتخب اليابان لكرة القدم للسيدات على لقب كأس العالم في بطولة كأس العالم لكرة القدم للسيدات 2011 بفوزه على منتخب الولايات المتحدة بركلات الترجيح ليصبح بذلك أول منتخب آسيوي للسيدات يحرز لقب كأس العالم.

## أبرز اللاعبات
- ناهومي كاواسومي
- ساكي كوماجاي
- هوماري ساوا
- يوكي ناغاساتو
- أيا مياما

## وصلات خارجية
- منتخب اليابان لكرة القدم للسيدات على موقع IMDb (الإنجليزية)

- الموقع الرسمي للفريق